# Bulsae-4
Bulsae-4 — сучасний північнокорейський далекобійний самохідний ПТРК на шасі північнокорейського колісного бронетранспортера М-2010 з колісною формулою 6х6, або на легкому шасі з колісною формулою 4х4.

 
Призначений для ураження танків, в тому числі оснащених сучасними засобами динамічного захисту. Керована ракета із оптоелектронним наведенням має режим атаки на ціль згори, де у бронетехніки найтонша броня.

## Опис
Bulsae-4 – це сучасний північнокорейський самохідний ПТРК, який здатний вражати цілі на відстані від 10 до 25 кілометрів, навіть якщо вони розташовані за перешкодами (у режимі NLOS — від англ. non-line of sight — поза межами прямої видимості цілі). Завдяки своїм характеристикам, він становить серйозну загрозу для бронетехніки противника, тому що, має можливість атакувати з безпечної для себе відстані.

## Історія
Про існування Bulsae-4 у складі вертолітного комплексу на Мі-2 стало відомо у 2016 році.

У 2018 році була продемонстрована версія Bulsae-4 M-2018 на шасі північнокорейського колісного бронетранспортера М-2010 з колісною формулою 6х6.
 
А у 2022 році Bulsae-4 M-2022 на легкому шасі з колісною формулою 4х4.

## Характеристики
Точні характеристики Bulsae-4 невідомі, через відсутність офіційних даних.

Пускова установка комплексу складається з поворотного пакета з восьми контейнерів із ракетами.

- Боєкомплект: 8 ракет.[1][3]
- Шасі: Північнокорейський колісний бронетранспортер М-2010 з колісною формулою 6х6.[1][3] Або легке шасі з колісною формулою 4х4.[2]

Керована ракета із оптоелектронним наведенням має великі стабілізатори і режим атаки на ціль згори, де у бронетехніки найтонша броня.

## Оператори
- Північна Корея
- Росія — 30.07.2024 ПТРК Bulsae-4 M-2018 був помічений українською аеророзвідкою на озброєнні ЗС Росії у Шебекінському районі Бєлгородської області.[1]